# Communauté de communes du pays d'Évian
La communauté de communes du pays d'Évian (CCPE) est une ancienne communauté de communes française du département de la Haute-Savoie.
Elle fusionne le 1er janvier 2017 avec la communauté de communes de la vallée d'Abondance pour former la communauté de communes Pays d'Évian Vallée d'Abondance.
Elle fait partie du Chablais français.

## Historique
La communauté de communes du pays d'Évian a été créée par un arrêté préfectoral du 31 décembre 2004 qui a pris effet  le 1er janvier 2005.
Dans le cadre des dispositions de la loi portant nouvelle organisation territoriale de la République du 7 août 2015, qui prévoit que les établissements publics de coopération intercommunale (EPCI) à fiscalité propre doivent avoir un minimum de 15 000 habitants (et 5 000 habitants en zone de montagnes), le préfet de la Haute-Savoie a publié le 26 maus 2016 le nouveau schéma départemental de coopération intercommunale (SDCI), qui prévoit notamment la fusion de la communauté de communes de la vallée d'Abondance (dont la population est inférieure à 5 000 habitants, et de la communauté de communes du pays d'Évian. Ce schéma est destiné à être mis en œuvre le 1er janvier 2017, après consultation des conseils communautaires et municipaux.

## Territoire communautaire

### Géographie
Le territoire communautaire comprend notamment le Pays de Gavot.

### Composition
La communauté de communes du pays d'Évian regroupe 16 communes, situées dans le canton d'Évian-les-Bains.
| Nom                     | Code Insee | Gentilé        | Superficie (km2) | Population (dernière pop. légale) | Densité (hab./km2) |
| ----------------------- | ---------- | -------------- | ---------------- | --------------------------------- | ------------------ |
| Évian-les-Bains (siège) | 74119      | Évianais       | 4,29             | 8 822 (2014)                      | 2 056              |
| Bernex                  | 74033      | Bernolands     | 22,31            | 1 227 (2014)                      | 55                 |
| Champanges              | 74057      | Champangeois   | 3,71             | 905 (2014)                        | 244                |
| Féternes                | 74127      | Féterniants    | 14,31            | 1 381 (2014)                      | 97                 |
| Larringes               | 74146      | Larringeois    | 8,07             | 1 314 (2014)                      | 163                |
| Lugrin                  | 74154      | Lugrinois      | 13,22            | 2 395 (2014)                      | 181                |
| Marin                   | 74166      | Maringons      | 5,57             | 1 700 (2014)                      | 305                |
| Maxilly-sur-Léman       | 74172      | Maxilliens     | 4,07             | 1 323 (2014)                      | 325                |
| Meillerie               | 74175      | Meillerons     | 3,91             | 330 (2014)                        | 84                 |
| Neuvecelle              | 74200      | Neuvecellois   | 4,00             | 2 959 (2014)                      | 740                |
| Novel                   | 74203      | Novellans      | 9,75             | 49 (2014)                         | 5                  |
| Publier                 | 74218      | Publiérains    | 8,92             | 6 753 (2014)                      | 757                |
| Saint-Gingolph          | 74237      | Gingolais      | 7,33             | 819 (2014)                        | 112                |
| Saint-Paul-en-Chablais  | 74249      | Saint-Paulains | 14,45            | 2 288 (2014)                      | 158                |
| Thollon-les-Mémises     | 74279      | Thollongands   | 13,78            | 749 (2014)                        | 54                 |
| Vinzier                 | 74308      | Vinzolais      | 6,51             | 751 (2014)                        | 115                |

## Organisation

### Siège
Le siège de la communauté de communes du pays d'Évian  est à Publier, 851, avenue des Rives du Léman.

### Élus
La communauté de communes est administrée par son Conseil communautaire, composé de conseillers municipaux représentant chacune des communes membres, au nombre de 26 lors des élections municipales de 2014, porté en 2015 à 38 en raison d'élections municipales à Novel, afin de respecter les nouvelles dispositions légales. Le nombre de délégués par commune est fixé en fonction de leur population, par un arrêté préfectoral : 

- 10 sièges pour Évian ;

- 8 sièges pour Publier ;

- 3 sièges pour Neuvecelle ;

- 2 sièges pour Lugrin, Marin et Saint-Paul ;

- 1 siège pour les autres villages.
Le conseil communautaire du 22 avril 2014 a élu sa nouvelle président, Josiane Lei, maire-adjointe d'Évian, ainsi que ses 7 vice-présidents :
1. Gaston Lacroix, maire de Publier ;
2. Régis Bened, maire de Thollon ;
3. Jean-René Bouron, maire de Larringe ;
4. Jacques Burnet, maire de Lugrin ;
5. Renato Gobber, maire de Champange ;
6. André Bouvet, maire de Novel ;
7. Joseph-Alexis Breuil, maire-adjoint de Publier ;

Le Bureau communautaire pour la mandature 2014-2020 est composé du président, des vice-présidents et de deux conseillers communautaires délégués : Géraldine Pfieger, maire de Saint-Gingolph et Anne-cécile Violland, maire de Neuvecelle.

### Liste des présidents
| Période                                  | Période                     | Identité      | Étiquette | Qualité |
| ---------------------------------------- | --------------------------- | ------------- | --------- | --- |
| Les données manquantes sont à compléter. |                             |               |           | |
| 2005                                     | avril 2008                  | Marc Francina | UMP       | Conseiller financier et bancaire Maire d'Évian-les-Bains (1995 → ) Député de la Haute-Savoie (5e circ.) (2003 → ) Conseiller général d'Évian-les-Bains (1982 → 2003)                                        |
| avril 2008                               | avril 2014                  | Louis Duret   | UMP       | Maire de Neuvecelle (2001 → 2014) Conseiller général d'Évian-les-Bains (2003 → 2008) |
| avril 2014                               | En cours (au 11 avril 2016) | Josiane Lei   | LR        | Infirmière spécialisée en oncologie Maire-adjointe d'Évian-les-Bains (2001 → ) Conseillère départementale d'Évian-les-Bains (2015 → ) Vice-présidente du Conseil départemental de la Haute-Savoie (2015 → ) |

### Compétences
L'intercommunalité exerce les compétences qui lui ont été transférées par les communes membres, dans les conditions définies par le code général des collectivités territoriales. Il s'agit de : 
- Aménagement de l'espace (schéma de cohérence territoriale, plan de déplacements urbains, programme  local  de  l’habitat,  schémas  d’équipement  commercial) ;
- Développement économique et touristique (zones  d’activités  économiques  d’intérêt  communautaire  , réserves foncières, actions  de  promotion  et  de  coordination  touristiques, valorisation des sentiers de randonnée) ;
- Schéma d’aménagement et de gestion de  l’eau (hors réseaux d’eau potable) ;
- Assainissement collectif et non collectif ;
- Environnement (collecte et traitement des ordures méagères, mise en œuvre du plan  en faveur de la biodiversité) ;
- Transports  urbains,  lacustres,  scolaires,  touristiques ;
- Gestion  des  équipements  scolaires  intercommunaux  de  l’enseignement  secondaire  ;
- Portage des repas à domicile ;
- Centre d’Incendie et de Secours ;
- Soutien  à  la  formation  musicale  (auprès  des écoles de musique) ;
- Gestion de l'accueil des gens du voyage[6].

### Régime fiscal et budget
La Communauté de communes est un établissement public de coopération intercommunale à fiscalité propre.
Afin d'assurer ses compétences, la communauté de communes perçoit une fiscalité additionnelle aux impôts locaux des communes, sans fiscalité professionnelle de zone et sans fiscalité professionnelle sur les éoliennes.
Ces taux sont, pour la période 2011 à 2014, de :
- Taxe d'habitation : 3,73 %
- Taxe foncière sur les propriétés bâties : 2,65 % ;
- Taxe foncière sur les propriétés non bâties : 13,70 %
- Cotisation foncière des entreprises : 4,21 %

### Logotype

Ancien logo.

## Pour approfondir